# Marius Niculae
Marius Niculae (Bucarest, Rumanía, 16 de mayo de 1981) es un exfutbolista rumano. Jugaba de delantero. Su último equipo fue el FC Dinamo de Bucarest.

## Biografía
Niculae empezó su carrera futbolístca en las categorías inferiores del Dinamo de Bucarest, hasta que en 1996 pasa a formar parte de la primera plantilla del club. Su debut en la Liga I se produjo el 22 de noviembre en un partido contra el FC Farul Constanţa en el que su equipo venció por cinco goles a dos. En su primera temporada juega poco, disputando solo seis encuentros de liga, pero poco a poco va entrando en las alineaciones titulares. En su segundo año consigue debutar en la Copa de la UEFA. En la temporada 99-00 consigue con su equipo un doblete (Liga y Copa) y Niculae es determinante, ya que anota 12 goles en liga y transforma un penalti en la final de Copa. Al año siguiente Niculae marca 20 goles en el campeonato, convirtiéndose en máximo goleador de la Liga I. Lamentablemente sus 20 goles no consiguen que el Dinamo de Bucarest se alce de nuevo con el título de Liga I, quedando segundo por detrás de otro equipo de la ciudad, el Steaua de Bucarest. Ese año, en cambio, sí que consigue un título, la Copa de Rumania. En su etapa en el Dinamo de Bucarest, que durá 5 años, Marius Niculae juega un total de 100 partidos de liga marcando 43 goles.
En 2001 ficha por el Sporting de Lisboa portugués, con el que debuta en un partido contra el FC Oporto marcando un gol. Esa misma temporada, en la que Niculae juega 16 partidos de liga y marca 7 goles, el equipo realiza una gran campaña, proclamándose campeón de Liga, Copa y Supercopa de Portugal. LLegó a la final de la Copa de la UEFA de 2005 con su club. Niculae, que saltó al campo en el minuto 72 sustituyendo a Sá Pinto, no pudo evitar que el Sporting no conquistara el trofeo, al caer derrotado por tres goles a uno frente al CSKA de Moscú.
En la temporada 05-06 juega con el Standard de Lieja en la Primera División de Bélgica. Allí se convierte en titular (disputa 26 partidos de liga) y marca 4 goles.
Al año siguiente recala en el 1. FSV Mainz 05 alemán, aunque en este equipo no disfruta de muchas oportunidades de jugar.
El 17 de julio de 2007 se marcha a Escocia donde firma un contrato con el Inverness Caledonian Thistle Football Club. Anotó su primer tanto con este equipo el 8 de diciembre en un partido contra el Hibernian Football Club. Ese mismo mes fue elegido el mejor jugador de la Liga Escocesa.
En 2008 ficha por su actual club, el Dínamo de Bucarest.

## Selección nacional
Ha sido internacional con la Selección de fútbol de Rumania en 38 ocasiones. Su debut como internacional se produjo el 2 de febrero de 2000 en el partido Rumania 2 - 0 Letonia, donde anotó su primer tanto con la camiseta nacional.
Fue convocado para participar en la Eurocopa de Austria y Suiza de 2008, donde jugó dos encuentros, uno de ellos como titular.

### Goles internacionales
| #  | Fecha      | Lugar                                | Rival     | Gol | Resultado | Competición                |
| -- | ---------- | ------------------------------------ | --------- | --- | --------- | -------------------------- |
| 1  | 02-02-2000 | Estadio Pafiako, Chipre              | Letonia   | 1-0 | 2-0       | Amistoso                   |
| 2  | 05-12-2000 | Estadio 19 de mayo de 1956, Argelia  | Argelia   | 1-0 | 2-3       | Amistoso                   |
| 3  | 05-12-2000 | Estadio 19 de mayo de 1956, Argelia  | Argelia   | 2-3 | 2-3       | Amistoso                   |
| 4  | 08-12-2000 | Estadio 19 de mayo de 1956, Argelia  | Argelia   | 2-0 | 3-2       | Amistoso                   |
| 5  | 08-12-2000 | Estadio 19 de mayo de 1956, Argelia  | Argelia   | 3-1 | 3-2       | Amistoso                   |
| 6  | 02-06-2001 | Stadionul Ghencea, Rumanía           | Hungría   | 1-0 | 2-0       | Clasificación Mundial 2002 |
| 7  | 02-06-2001 | Stadionul Ghencea, Rumanía           | Hungría   | 2-0 | 2-0       | Clasificación Mundial 2002 |
| 8  | 15-08-2001 | Estadio Bežigrad, Eslovenia          | Eslovenia | 1-0 | 2-2       | Amistoso                   |
| 9  | 05-09-2001 | Estadio Ferenc Puskás, Hungría       | Hungría   | 2-0 | 2-0       | Clasificación Mundial 2002 |
| 10 | 10-11-2001 | Estadio Bežigrad, Eslovenia          | Eslovenia | 1-0 | 1-2       | Clasificación Mundial 2002 |
| 11 | 08-09-2004 | Estadio Comunal de Aixovall, Andorra | Andorra   | 3-0 | 5-1       | Clasificación Mundial 2006 |
| 12 | 08-09-2004 | Estadio Comunal de Aixovall, Andorra | Andorra   | 4-1 | 5-1       | Clasificación Mundial 2006 |
| 13 | 26-03-2008 | Stadionul Ghencea, Rumanía           | Rusia     | 3-0 | 3-0       | Amistoso                   |

## Clubes
| Club                                       | País     | Año       |
| ------------------------------------------ | -------- | --------- |
| Dinamo Bucarest                            | Rumania  | 1996-2001 |
| Sporting Lisboa                            | Portugal | 2001-2005 |
| Standard Lieja                             | Bélgica  | 2005-2006 |
| 1. FSV Mainz 05                            | Alemania | 2006-2007 |
| Inverness Caledonian Thistle Football Club | Escocia  | 2007-2008 |
| Fotbal Club Dinamo Bucureşti               | Rumania  | 2008-2012 |
| A. O. Kavala (cedido)                      | Grecia   | 2011      |
| FC Vaslui                                  | Rumania  | 2012-2013 |
| Shandong Luneng                            | China    | 2013      |
| FC Hoverla Uzhhorod                        | Ucrania  | 2013-2014 |
| Şanlıurfaspor                              | Turquía  | 2014      |
| Dinamo Bucarest                            | Rumania  | 2015      |

## Títulos

### Campeonatos nacionales
- 1 Liga de Rumania (Dinamo de Bucarest, 2000)
- 2 Copas de Rumania (Dinamo de Bucarest, 2000 y 2001)
- 1 Liga de Portugal (Sporting de Lisboa, 2002)
- 1 Copa de Portugal (Sporting de Lisboa, 2002)
- 1 Supercopa de Portugal (Sporting de Lisboa, 2002)

### Distinciones individuales
- Máximo goleador de la Liga de Rumanía (20 goles, temporada 00-01)
- Mejor jugador del mes de la Premier League de Escocia (diciembre de 2007)